# Trefl Gdańsk 2012-2013
Questa voce raccoglie le informazioni riguardanti il Trefl Gdańsk nelle competizioni ufficiali della stagione 2012-2013.

## Organigramma societario
Area direttiva
- Presidente: Piotr Należyty

Area tecnica
- Allenatore: Dariusz Luks

## Rosa
| N° | Nome                 | Ruolo | Data di nascita  | Nazionalità sportiva |
| -- | -------------------- | ----- | ---------------- | -------------------- |
| 1  | Bartosz Kaczmarek    | L     | 17 gennaio 1991  | Polonia              |
| 2  | Matti Hietanen       | S     | 3 gennaio 1983   | Finlandia            |
| 3  | Grzegorz Łomacz      | P     | 1º ottobre 1987  | Polonia              |
| 4  | Michał Kamiński      | S/O   | 17 maggio 1987   | Polonia              |
| 5  | Moustapha M'Baye     | C     | 22 gennaio 1992  | Polonia              |
| 6  | Przemysław Stępień   | P     | 7 febbraio 1994  | Polonia              |
| 7  | Paweł Rusek          | L     | 21 gennaio 1983  | Polonia              |
| 8  | Michał Kaczmarek     | C     | 26 dicembre 1984 | Polonia              |
| 9  | Bartosz Gawryszewski | C     | 22 agosto 1985   | Polonia              |
| 10 | Patryk Szczurek      | P     | 6 febbraio 1991  | Polonia              |
| 11 | Wojciech Kaźmierczak | C     | 11 gennaio 1982  | Polonia              |
| 12 | Sławomir Zemlik      | S     | 3 novembre 1992  | Polonia              |
| 13 | Sławomir Stolc       | S     | 23 gennaio 1993  | Polonia              |
| 14 | Mateusz Mika         | S     | 21 gennaio 1991  | Polonia              |
| 15 | Paweł Mikołajczak    | S/O   | 20 giugno 1988   | Polonia              |
| 16 | Mateusz Urbanowicz   | S/O   | 27 aprile 1992   | Polonia              |
| 17 | Wojciech Żaliński    | S     | 8 gennaio 1988   | Polonia              |
| 18 | Bartosz Pietruczuk   | S     | 26 febbraio 1993 | Polonia              |